# Особое мнение (рассказ)
«Особое мнение» (англ. The Minority Report) — научно-фантастический рассказ американского писателя Филипа Дика впервые опубликованный в январском номере журнала Fantastic Universe в 1956 году. Рассказ повествует о будущем, где правоохранительные органы используют мутантов-ясновидцев для предотвращения ещё не совершённых преступлений. Доказательством эффективности такой системы считают отсутствие убийств за последние пять лет. Когда создателю теории допреступности Джону Андертону предсказывают, что он убьёт человека, о котором он даже никогда не слышал, Андертон убеждён, что готовится заговор.
Рассказ отражает многие личные опасения Филипа К. Дика времён холодной войны, в частности, вопрос о взаимосвязи между авторитаризмом и личной свободой. Как и многие истории, связанные с предсказанием будущего, «Особое мнение» ставит под сомнение существование свободы воли. Название отсылает к особому мнению одного из трёх предсказателей в рассказе.
В 2002 году по этой истории был снят одноимённый фильм Стивена Спилберга с Томом Крузом, Колином Фарреллом, Самантой Мортон и Максом Фон Сюдовым в главных ролях. За фильмом Спилберга последовал одноимённый телесериал, дебютировавший на телеканале Fox 21 сентября 2015 года и расширяющий эту вселенную.

## Сюжет
Джон Эллисон Андертон — создатель и главный комиссар полицейского отдела допреступности, в котором три мутанта, называемые «предсказателями», предсказывают все преступления до того, как они произойдут. Показывая своему новому молодому заместителю Эду Уитверу помещение, Андертон потрясён сообщением о том, что он, Андертон, в течение ближайшей недели должен убить человека. Полагая, что Уитвер подставил его, чтобы занять его кресло, Андертон рассказывает об этом своей молодой жене Лизе, которая тоже работает в полиции, однако вскоре Андертон начинает подозревать, что она может быть заодно с Уитвером.
Зная о том, что копия отчёта предсказателей автоматически отправляется в армию, Андертон спешит домой, где его похищают вооружённые люди и приводят к Леопольду Каплану: генералу в отставке и предполагаемой жертве убийства Андертона, хотя ранее они никогда не встречались.

## Создание
«Особое мнение» относится к раннему периоду творчества Дика, когда он крайне продуктивен (в 1953 году он продал 15 рассказов за один месяц). Рассказ содержит раннюю итерацию сразу нескольких дикианских тем, включая возможность альтернативных реальностей, множественных временных путей и гиперчувствительности «ненормальных» людей. Как и мутанты в его рассказе, Дик иногда считал себя способным к предвидению и в нескольких эссе исследовал связь между предвидением и психическим заболеванием. В одном из таких эссе он писал: «Психически больной человек в тот или иной момент знал слишком много».

## Философия
Профессор философии Д. Е. Виттковер считает, что правильная основа для понимания «Особого мнения» — работа Ансельма Кентерберийского «De Concordia Praescientiae et Praedestinationis et Gratiae Dei cum Libero Arbitrio». Притом, исследователь отмечает, что речь идёт не о том, что Дик в рассказе мог ссылаться на Ансельма, а в том, что и Дик, и Ансельм Кентерберийский были озабочены не только логикой предвиденья, но и его отношением к вине и, по крайней мере косвенно к справедливости или несправедливости наказания. По мнению Виттковера, в рассказе Дик поднимает те же вопросы, что и Ансельм: "Зачем использовать предсказания для наказания, а не для предотвращения? Как и у Ансельма, ответ кроется в том, что будущий преступник уже виновен в том, что решил совершить преступление. Ансельм рассуждает о христианском грехе, предотвращение которого не устранит вины грешника перед богом.

## Адаптации
В 2002 году в прокат вышел художественный фильм Стивена Спилберга «Особое мнение» с Томом Крузом в роли Джона Андертона. Рассказ Дика стал источником вдохновения для центральной концепции фильма, однако фильм расширяет и искажает произведение Дика.
Я просто взял его [Дика] блестящую предпосылку и продолжил её. История Дика даёт вам только трамплин, в котором на самом деле нет второго или третьего актаСтивен Спилберг
По мнению Джейсона Веста, фильм Спилберга, возможно, не самая точная адаптация Дика, но она остаётся одной из лучших. Богатство фильма отдаёт дань уважения литературному источнику, оживляя интеллектуальный, политический и эмоционалоьный смысл истории.
В том же 2002 году Activision выпустила компьютерную игру Minority Report: Everybody Runs, созданную по мотивам фильма. В 2015 году на телеканале Fox стартовал телесериал «Особое мнение». Его действие разворачивается спустя более десяти лет после событий фильма Спилберга.